# Viña Machado
Pour les articles homonymes, voir Machado.
Virginia « Viña » María Machado, née le 17 août 1979 à Santa Marta (Colombie), est une actrice colombienne.
Dans une interview sur le site d'actualités en ligne Infobae.com (es), elle a déclaré « Je suis allée en Italie et à Londres, où j'ai eu une carrière de 13 ans dans le mannequinat. Je n'avais joué que dans des clips musicaux, le premier clip était pour un groupe appelé Resorte, puis j'ai fait deux clips avec Paulina Rubio, Yo no soy esa mujer (es) et El último adiós ».
Elle a joué dans des séries télévisées comme  Cent Ans de solitude.

## Biographie
Viña Machado commence sa carrière d'actrice avec Dora, la celadora (es). Son personnage de « Brigit » dans Lady, la vendedora de rosas (es) est un rôle important dans sa carrière d'actrice après le mannequinat. Elle joue ensuite dans La Cacica (en) et Comando élite (es). Sa performance dans la série télévisée La esclava blanca est décrite comme parfaite par Publimetro, l'édition colombienne de Metro International.

## Vie personnelle
El Universal rapporte qu'elle a vécu au Mexique et en Italie pendant sa carrière de mannequin.

## Filmographie
- 2014 :  Sea Child : Mom (court métrage)
- 2014 :  Liquid Mirror  (court métrage)
- 2015 :  Hangman's Game : Vanessa
- 2019 :  Juan Apóstol, El Más Amado : Elisa
- 2019 :  El Rey del sapo : Amparo
- 2021 :  Angel De Mi Vida
- 2024 :  La Pena Maxima 2 : Diana
- 2025 : Reflejos : Ella (en post-production)

| Année     | Titre                            | Rôles                  | Remarques                                             |
| --------- | -------------------------------- | ---------------------- | ----------------------------------------------------- |
| 2008      | Súper pá                         | Fernanda Castro        |                                                       |
| 2009      | El fantasma del Gran Hotel       | Paola                  |                                                       |
| 2010      | El cartel (es)                   | Joyce                  |                                                       |
| 2011      | Correo de inocentes              | Inés                   |                                                       |
| 2013      | Comando élite (es)               | Capitán Anabella Morón |                                                       |
| 2014      | La Playita                       | Marysol                |                                                       |
| 2015      | Lady, la vendedora de rosas (es) | Brigit Restrepo        |                                                       |
| 2015      | Anónima (en)                     | Sofía Linares          |                                                       |
| 2016      | La esclava blanca                | Eugenia Upton          |                                                       |
| 2017      | La Cacica (en)                   | Consuelo Araújo        | Rôle principal, 40 épisodes                           |
| 2018      | La Ley secreta (en)              | Sandra Medina          | Rôle principal, 60 épisodes                           |
| 2019      | El General Naranjo (en)          | Esperanza              | Rôle principal (saison 1, 24 épisodes)                |
| 2019–2021 | Enfermeras                       | Gloria Mayorga         | Rôle principal (saison 1) ; rôle principal (saison 3) |
| 2024      | Cent Ans de solitude             | Pilar Ternera          | 8 épisodes                                            |

## Récompenses et distinctions
- Viña Machado : Récompenses, sur l'Internet Movie Database